# Tanakh
Tanàkh (in ebraico תנך‎?, TNK, raramente Tenàkh) è l'acronimo, formato dalle prime lettere delle tre sezioni dell'opera secondo la tradizionale divisione ebraica, con cui si designano i testi sacri dell'ebraismo.
Per la dottrina cristiana questi testi, assieme ad altri non riconosciuti come canone dall'ebraismo, corrispondono all'Antico Testamento della Bibbia cristiana e come tali vengono comunemente indicati anche come Bibbia ebraica.

## Il significato del titolo
Le tre lettere TNK componenti il termine Tanakh sono le iniziali dell'espressione Torah, Nebi'îm (o Nevi'îm), Ketubîm (o Ketuvîm), (תורה Torah, נביאים Profeti, כתובים Scritti), e corrispondono alle tre parti in cui si divide l'opera.
TNKh, secondo le regole fonetiche dell'ebraico si può pronunciare sia /ta'naχ/ sia (più di rado) /tə'naχ/.
Altro termine ebraico per indicare tale letteratura religiosa è Mikra' (מקרא, "lettura", poiché questo testo era letto pubblicamente e tale lettura rappresentava lo stesso nucleo della liturgia ebraica), di origine medievale e oggi diffuso soprattutto in Vicino Oriente.
Il termine "Bibbia" è di origine greca, da βιβλία (biblìa) con il significato di "libri", e fu utilizzato dagli ebrei di lingua greca che tradussero il testo sacro in quella lingua.
Questa indicazione di "libro" (in ebraico סֵ֫פֶר sefer) riferito alle scritture ebraiche è già comunque presente, sempre in ebraico, in Daniyyel (Daniele) IX,2:
(Tanakh, Daniyyel 9,2. Traduzione italiana di Dario Disegni in La Bibbia ebraica, Agiografi. Firenze, Giuntina, p. 269)
E ciò spiegherebbe come il più antico e diffuso termine ebraico per indicare la raccolta del Tanakh sia stato proprio Ha-Sefarim (I Libri).
Sempre come Ha-Sefarim (I Libri), il Tanakh viene indicato nel periodo tannaitico (I secolo a.e.v./II secolo p.e.v.) dai trattati talmudici e mishnaici come, ad esempio, in Gittin (4,6), in Kelim (15,6) e in Megillah (1,8).
Un altro termine utilizzato per indicare il Tanakh è Sifrei ha-Qodesh (ספרי קודש, Libri sacri) diffuso soprattutto a partire dal Medioevo, già presente nel testo conservato in greco ma precedentemente redatto in ebraico, del Libro dei Maccabei.
Diffuso nelle opere del periodo tannaitico è invece il termine Kitvei ha-Qodesh  (כתבי הקדשׁ, Sacre scritture), che infatti compare, ad esempio, in Parah (10,1), in Shabbat (16,1) e in Yadayim (3,2,5; 01,06 BB).
Infine anche il termine Torah (quello indicante la prima parte del Tanakh), è stato utilizzato in un significato più estensivo tale da includere l'intera raccolta di "libri" ovvero dell'intera "rivelazione". Ciò si riscontra, anche se occasionalmente, nella letteratura rabbinica: Mo'ed Katan (5a), Pesikta Rabbati (3,9) e Sanhedrin (91,b). Così nella tradizione ebraica si chiama "Torah Scritta" (תורה שבכתב - Torah shebikhtav) quella contenuta nei ventiquattro libri, e "Torah Orale" (תורה שבעלפה - Torah she be'alpe; più tardi, "Talmud"), quella trasmessa oralmente, sempre secondo questa tradizione religiosa, da Dio a Mosè sul monte Sinai e più tardi messa per iscritto con le discussioni rabbiniche che avevano luogo al tempo del Tempio di Gerusalemme, e con tutte le codificazioni ad esso posteriori.

## La struttura
La divisione in tre parti del Tanakh è stabilita nei trattati talmudici.
Queste tre parti sono suddivise, a loro volta, in altri libri per un totale di trentanove.
Il Tanàkh è così composto:
- Torah (תורה, "Insegnamento; istruzione", per estensione "Legge").
  - 1. Bereshìt (בראשית, "In principio"). Prende il suo nome dalla prima parola del testo: בראשית Bereshìt. Corrisponde al Libro della Genesi.
  - 2. Shemòt (שמות, "Nomi"). Prende il suo nome dalle prime parole del testo o incipit: Ve'elleh Šemot (ואלה שמות, "Questi sono i nomi"). Corrisponde al Libro dell'Esodo.
  - 3. Vaikrà (ויקרא, "Chiamò"), dall'incipit: Vaiyikra el Mosheh ( ויקרא אל משה, [Il Signore] chiamò Mosé). Corrisponde al Libro del Levitico.
  - 4. Bamidbàr (במדבר, "Deserto"), dall'incipit: Vaydabber Hashem el-Mosheh bemidbar (ידבר יהוה אל משה במדבר, "Il Signore parlò a Mosè nel deserto). Corrisponde al Libro dei Numeri.
  - 5. Devarìm (דברים, "Parole"), dall'incipit: Elleh haddevarim (אלה הדברים, "Queste sono le parole"). Corrisponde al Libro del Deuteronomio.
- Nevi'im (נביאים, Profeti).
  - Nevi'im Rishonim (נביאים ראשונים, Profeti anteriori)
    - 6. Y'hoshua (יהושע). Corrisponde al Libro di Giosuè.
    - 7. Shoftim (שופטים). Corrisponde al Libro dei Giudici.
    - 8. Sh'muel (שמואל). Corrisponde al Libri di Samuele I e II.
    - 9. M'lakhim  (מלכים). Corrisponde al Libri dei Re I e II.

  - Nevi'im Acharonim (נביאים אחרונים, Profeti posteriori)
    - 10. Isaiah (ישעיה). Corrisponde al Libro di Isaia.
    - 11. Yermĭyahu ( ירמיהו). Corrisponde al Libro di Geremia.
    - 12. Yehzqè'l (יחזקאל). Corrisponde al Libro di Ezechiele.
    - 13. Trei Asar[7] ( תרי עשר). Corrisponde ai Profeti minori.[8]
      - I. Hošeah(הושע), corrisponde al Libro di Osea.
      - II. Joel (יואל) corrisponde al Libro di Gioele.
      - III. Amos (עמוס) corrisponde al Libro di Amos.
      - IV. Obadiah (עובדיה) corrisponde al Libro di Abdia.
      - V. Jonah (יונה) corrisponde al Libro di Giona.
      - VI. Micà (מיכה) corrisponde al Libro di Michea.
      - VII. Nachum (נחום) corrisponde al Libro di Naum.
      - VIII. Ḥavaqquq (חבקוק) corrisponde al Libro di Abacuc.
      - IX. Tsefanjà (צפניה) corrisponde al Libro di Sofonia.
      - X. Haggai (חגי) corrisponde al Libro di Aggeo.
      - XI. Zekharya (זכריה) corrisponde al Libro di Zaccaria.
      - XII. Malachì (מלאכי) corrisponde al Libro di Malachia.
- Ketuvim (כתובים, Scritti riportato anche come Agiografi).
  - 14. Tehillim (תהילים) corrisponde al Libro dei Salmi.
  - 15. Mishlei (משלי) corrisponde al Libro dei Proverbi.
  - 16. `Iyyov (איוב) corrisponde al Libro di Giobbe.
  - 17. Shir ha-Shirim (שיר השירים ) corrisponde al Cantico dei Cantici.
  - 18. Rut (רות ) corrisponde al Libro di Rut.
  - 19. Eikhah (איכה )  corrisponde al Libro delle Lamentazioni.
  - 20. Qohelet (קהלת ) corrisponde al Libro dell'Ecclesiaste.
  - 21. Esther (אסתר ) corrisponde al Libro di Ester.
  - 22. Daniyyel (דניאל ) corrisponde al Libro di Daniele.
  - 23. Ezra v'Nechemia (עזרא ונחמיה) corrisponde al Libro di Esdra e al Libro di Neemia.
  - 24. Divrei Hayamim (דברי הימים) corrisponde ai Libri delle Cronache I e II.

## Il linguaggio
Tutti i "libri" che compongono il Tanakh sono riportati in ebraico con alcune piccole parti in aramaico come due parole in Bereshit (Genesi) XXXI,47, un intero verso in Yirmĭyahu (Geremia) X,11, e parti di Daniyyel (Daniele, 2,4b–7,28) e di Ezra (4,8–6,18; 7,12–26).
Nahum M. Sarna e S. David Sperling riportano l'opinione di studiosi secondo i quali alcune parti del Tanakh, segnatamente Giobbe, Ecclesiaste, Cronache e le parti ebraiche di Daniele ed Ezra Neehemia, abbiano avuto un originale aramaico, poi andato perduto, di cui esse rappresenterebbero la traduzione in ebraico, ponendosi in questo modo il tema della correttezza della traduzione da lingua a lingua.
Anche le parti con originali ebraici pongono tuttavia dei problemi sulla lingua utilizzata. La storia del Tanakh ricopre diversi secoli e quindi diverse stratificazioni linguistiche: se da una parte i testi maggiormente poetici (come Genesi 49; Esodo 15;. Numeri 23-24; Deuteronomio 32 e 33; Giudici 5) suggeriscono una stratificazione antica, quelli afferenti al periodo post-esilico, come Aggeo, Zaccaria, Malachia, Ecclesiaste, Cronache, Esdra-Neemia e Daniele, conservano invece più stratificazioni.
Infine come si può verificare in Giudici  XII,6:
(Tanakh, Shoftim 12,6. Traduzione italiana di Menachem Emanuele Artom in Bibbia ebraica, Profeti anteriori, Giudici, 12,6. Firenze, Giuntina, 2003)
la lingua parlata nel Regno di Israele era un dialetto differente da quella parlata nel Regno di Giuda, quindi considerando che la maggior parte del Tanakh pur originando dal Regno di Israele è stato raccolto dagli esegeti del Regno di Giuda, tutto ciò suggerirebbe un suo adattamento stilistico alla lingua "meridionale".

## Gli studi sulla collocazione storica
Secondo la tradizione religiosa ebraica, il Tanakh contiene l'intera rivelazione divina, sia per mezzo della Torah consegnata a Mosè sul Monte Sinai nel XIV/XIII secolo a.C., sia, successivamente, per mezzo dei profeti. Sempre secondo la tradizione religiosa ebraica, la canonizzazione del testo è avvenuta nel IV secolo a.e.v. presso la Anshei Knesset HaGedolah (אַנְשֵׁי כְּנֶסֶת הַגְּדוֹלָה, anche Grande Sinagoga).
Gli studiosi sono di tutt'altro avviso. Per quanto attiene alla datazione dei "libri" costituenti il Tanakh, così riassume tali posizioni Cristiano Grottanelli:
(Cristiano Grottanelli. La religione d'Israele prima dell'Esilio in Ebraismo (a cura di Giovanni Filoramo). Bari, Laterza, 2007, pp. 6-7)
Di fatto il Tanakh, a partire dal Medioevo ad oggi, si compone di un testo consonantico a cui sono stati successivamente aggiunti alcuni segni vocalici e diacritici allo scopo di renderlo correttamente pronunciabile e di renderlo adatto alla cantillazione liturgica. Questi ultimi due elementi sono stati coniati dai Masoreti a partire dall'VIII secolo d.C.
L'edizione a stampa del Tanakh che conosciamo oggi, quantomeno come modello, è dovuta invece al rabbino Jacob b. Ḥayyim (1470?–1538?), che la pubblicò a Venezia tra il 1524 e il 1525. Ne consegue che tra i più antichi reperti archeologici risalenti al IV secolo a.C. rinvenuti nel Deserto della Giudea, inerenti ad alcuni scritti raccolti anche nel Tanakh, e l'edizione promossa da Jacob b. Ḥayyim sono passati circa duemila anni.
A tal proposito, Nahum M. Sarna e S. David Sperling ricordano che non è in alcun modo possibile ricostruire l'evoluzione di un qualsiasi testo a partire dalla sua composizione fino all'edizione dei testimoni rinvenuti e risalenti al IV secolo a.C., se non l'esistenza di testi divergenti degli stessi libri, sola cosa che può spiegare l'esistenza nel Tanakh di numerosi testi differenti e duplicati.